# De stad der blinden
De stad der blinden (Ensaio sobre a Cegueira) is een roman van de Portugese schrijver en Nobelprijswinnaar José Saramago. Het verhaal beschrijft een massale reactie van de mensheid op een fenomeen waarin plotseling het vermogen te zien wordt ontnomen en hoe beschaafde mensen in noodsituaties kunnen degenereren tot dierlijk gedrag. Het boek is in een afwijkende stijl geschreven, doordat komma's en hoofdletters op een niet-gangbare manier worden gebruikt. Eigennamen worden evenmin gebruikt. In plaats daarvan noemt de auteur de hoofdpersonages 'de oogarts', 'de vrouw van de oogarts', 'het meisje met de zonnebril' en zo verder.
De stad der blinden werd verfilmd door Fernando Meirelles onder de titel Blindness. Zijn productie was de openingsfilm op het Filmfestival van Cannes 2008.

## Het verhaal
Ergens raakt een automobilist ineens blind terwijl hij voor een verkeerslicht wacht. De man wordt uiteindelijk naar een oogarts gebracht, die niets vindt: het oog is volledig intact. Toch beweert de man dat hij niets ziet behalve wit, alsof hij "in een melkzee is ondergedompeld".
Vrij snel daarna worden andere mensen, die met de eerste blinde in contact zijn gekomen, ook blind: de oogarts, de man die de eerste blinde naar huis bracht en vervolgens diens auto stal ("de dief"), en een aantal patiënten. Ze worden opgespoord en in quarantaine geplaatst. De vrouw van de oogarts, die wel kan zien (en haar gezichtsvermogen ook niet zal verliezen), doet alsof ze ook blind is om bij haar man te zijn. De groep wordt ondergebracht in een voormalig gesticht, waar een vleugel voor de blinden en een vleugel voor de vermoedelijk besmetten is ingericht. Wanneer een vermoedelijk besmette daadwerkelijk blind wordt, wordt hij of zij hardhandig naar de blindenafdeling gedreven. De overheid kondigt aan op gezette tijden eten klaar te zetten, maar dreigt dat degene die probeert te ontsnappen of te dicht bij het hek komt wordt neergeschoten. Later wordt duidelijk dat ze dit ook echt meent. De autodief, die geprobeerd had avances te maken naar een jonge vrouw maar door haar getrapt werd met haar naaldhak, is gewond en heeft dringend medicijnen nodig. De wond ontsteekt en gek van de koorts en pijn loopt de dief naar het hek. Daar schieten de soldaten hem zonder pardon dood. Het gesticht wordt al snel voller en voller doordat telkens nieuwe busladingen blinden en besmetten arriveren.
Als de plaag, die al snel de bijnaam "de witte ziekte" krijgt, om zich heen grijpt, raakt het gesticht al snel overbevolkt. De zalen raken vol en de toiletten raken verstopt, zodat men al snel de behoeften in de tuin doet. Overal ligt vuilnis en de vloer van het gebouw wordt steeds smeriger. De vrouw van de oogarts ontpopt zich als leidster en moeder en handhaaft in haar slaapzaal de maximaal mogelijke hygiëne.
Terwijl de toestand in het gesticht slechter wordt, raken meer en meer mensen blind. De overheid tracht de blinden eerst te isoleren, maar roept uiteindelijk de noodtoestand uit en vormt een regering van nationale eenheid. Het mag niet baten, meer en meer mensen raken blind tot uiteindelijk de hele stad en misschien zelfs het hele land en de hele wereld niet meer kan zien. Dit vindt plaats in een toenemende paniek en wetteloosheid.
Op een dag neemt een groep blinden van een bepaalde slaapzaal bezit van al het voedsel. Ze gebruiken de gordijnenroeden als wapen en een van hen heeft zelfs een pistool. Deze groep, "de schoften", eist eerst betaling met juwelen voor het eten en vervolgens seksuele diensten van de vrouwen. De vrouw van de oogarts beraamt een aanslag en verwondt de leider van de schoften dodelijk met een schaar op het moment dat een andere vrouw hem pijpt. De schoften raken in paniek, maar barricaderen de gangen met bedden en dreigen met hun pistool. Uiteindelijk breekt brand uit en een groep van zeven mensen, geleid door de vrouw van de oogarts, ontsnapt. Niemand probeert ze tegen te houden, de soldaten zijn weg.
De groep trekt door de stad en tracht een onderkomen te vinden. Ze ontmoeten blinden die met open mond regenwater proberen op te vangen en anderen die supermarkten plunderen. Weer anderen zijn dodelijk verongelukt. Ze komen een vrouw tegen die als een dier leeft en kippen en konijnen met de blote handen wurgt en rauw opeet. Ten slotte bereiken ze het appartement van de oogarts en zijn vrouw en gaan daar wonen.
Op een dag krijgen de blinden, te beginnen met de eerste, weer een voor een hun gezichtsvermogen terug. De stad is er nog.

## Trivia
- Het boek wordt gelezen door de hoofdpersoon van Ruw van Marie Kessels. Zij is negatief over De stad der blinden.